# Daphne Groeneveld

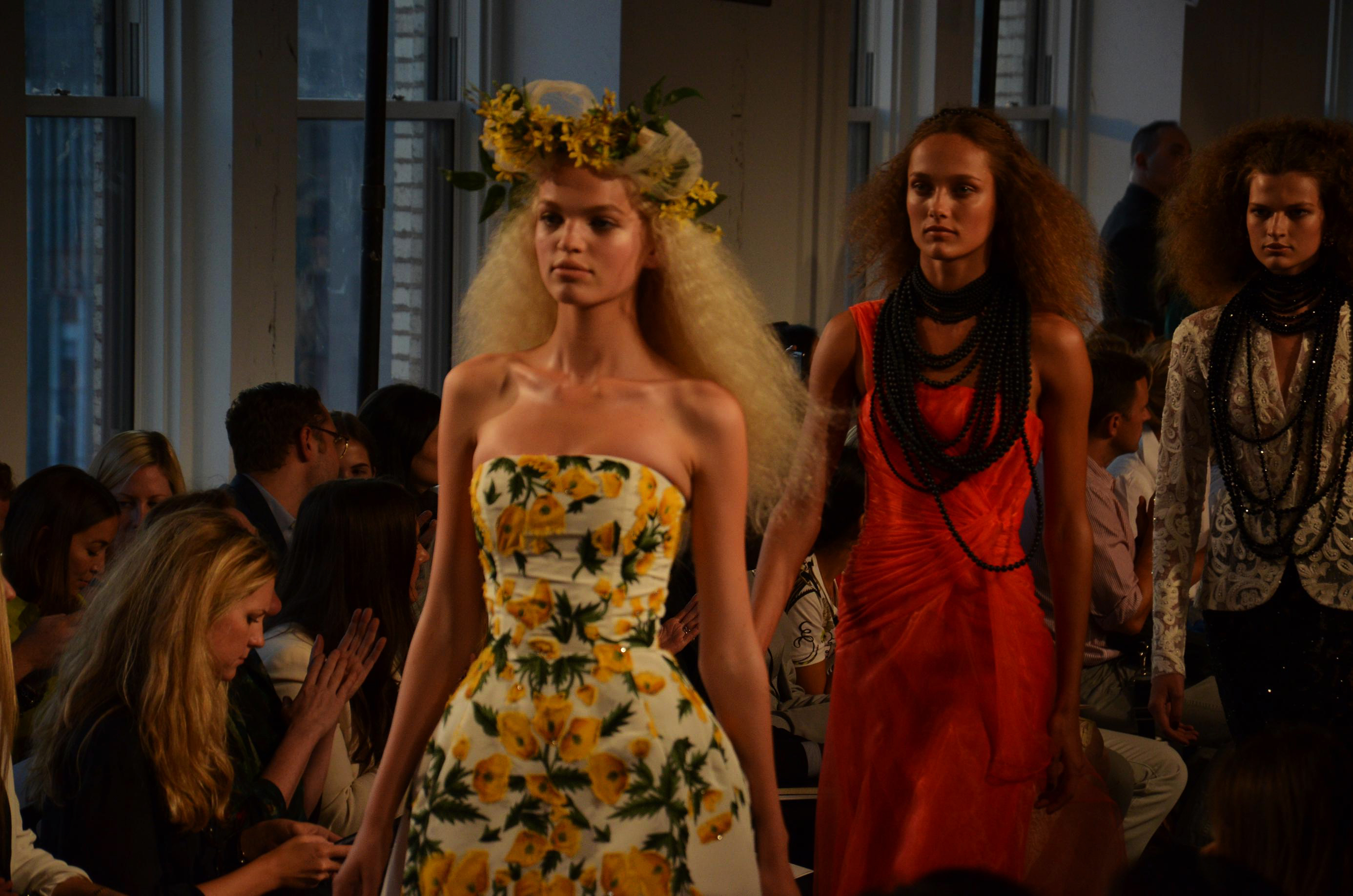
Daphne Groeneveld, 2012

Daphne Groeneveld (* 25. Dezember 1994 in Leiderdorp, Südholland) ist ein niederländisches Topmodel.

## Leben
Eine Modelagentur entdeckte sie im Alter von 15 Jahren beim Shoppen mit ihrer Mutter. Im Januar 2010 präsentierte die Website models.com sie als Model der Woche. Ihre erste Saison lief sie im Februar 2010 auf der Mailänder Modewoche. Darauf folgten Engagements in New York und Paris. Im September eröffnete erst die Show von Calvin Klein in New York, dann für Max Mara in Mailand. In der französischen Ausgabe der Vogue war sie im gleichen Monat erstmals in einer Editorial-Strecke abgebildet. Die Zeitschrift nahm sie im Dezember 2010 als Erste auf die Titelseite. 2011 zeichnete die niederländische Ausgabe der Marie Claire sie mit dem Marie Claire Prix de La Mode als niederländisches Model des Jahres aus.
Groeneveld lebt seit 2015 in New York City. 2022 heiratete sie den Immobilienmakler Justin Hopwood.